# Taakherschikking
Taakherschikking wordt beschreven als een manier om taken tussen beroepen opnieuw te verdelen, en wel structureel. In aansluiting daarop definieert de Raad voor Volksgezondheid en Samenleving taakherschikking als: 'Het structureel herverdelen van taken tussen verschillende beroepen'.
Deze definitie kan als een eenduidig worden beschouwd. Definities van verschillende instellingen worden op dezelfde wijze beschreven.